# Концерт для фортепиано с оркестром № 1 (Шостакович)
Концерт № 1 для фортепиано и трубы со струнным оркестром до минор — произведение Дмитрия Шостаковича.

## История

Ф. Штидри

Концерт для фортепиано с оркестром (струнные и солирующая труба) № 1 c-moll написан в 1933 году и навеян партитурой Пауля Хиндемита «Kammermusik № 2, op. 36». Премьера состоялась 15 октября того же года в Большом зале Ленинградской филармонии в исполнении Ленинградского филармонического оркестра под управлением Фрица Штидри, немецкого дирижера, который эмигрировал из Германии в СССР после прихода к власти нацистов. Партию трубы исполнил Александр Шмидт, партию фортепиано — сам автор.

## Строение и музыкальные особенности
Произведение состоит из четырёх частей:
1. Allegretto
2. Lento
3. Moderato
4. Allegro con brio